# 田中純弥
田中 純弥（たなか じゅんや、1981年7月13日 - ）は京都府城陽市出身の現代美術家、元歌手であり元関西ジャニーズJr.。
日本のポップアート作家で、3D技法の立体絵やアクリル絵具による絵画、ドローイングなど、すべての作品のモチーフは動物と賑やかな街並が中心である。
2013年の初個展から、わずか数年で国内のみならず海外からも声がかかるようになり、行われる個展や展覧会は、どれも高い人気を誇っている。主に日本では表参道ヒルズや渋谷LOFT、東急ハンズ、京都みやこめっせ等で毎年個展を開催している。
過去には元関西ジャニーズJr.として活動。退社後は、バンド"あのHUMPTY"のボーカルとしても活動していた。

## 来歴
- 1994年3月京都府城陽市立富野小学校卒業
- 1995年8月、当時14歳（中学2年）の時、母親に勧められジャニーズ事務所に入所[1]。
  - 関西ジャニーズJr.メンバーの主力として活躍。ヤンキー的なルックスがSMAPの中居正広に気に入られテレビ番組「キスした?SMAP」で一躍人気となり関西Jr.の中で実力人気と共にリーダー的存在となる。関ジャニの中では（東京の滝沢秀明、今井翼らと共に）Mステに一番初めに出演するなど関西Jr.を世に知らしめた。
  - その後北山純一・野中和久・現関ジャニ∞の横山裕らと共に「Kanjani Knight」という4人の看板テレビ番組を持ち関西Jr自体の人気を高めた。番組や舞台のバックには現関ジャニ∞の渋谷すばる・村上信五、錦戸亮、安田章大、丸山隆平等がいた。特に村上信五とは仲がよく、村上のあだ名を純弥が「ひな」と名づけたのは当時のファンの中で有名である。
  - テレビ番組「堂本剛のDO-YA!」にレギュラー出演。また現・関ジャニ8のメンバーと「なんじゃに?!関ジャニ」や現・嵐のメンバー達と「京都ビストロジャーニー」等、様々な看板番組を持ち映画やドラマにも出演するなどJr.ブームの火付け役として活躍する。この時代のメンバーが後に黄金期と言われている。
- 1997年 - 1998年、舞台「Kyo to Kyo」（京都駅 シアター1200（現在の劇団四季の京都劇場））の出演では現・嵐の大野智を相方とし共に主役として、1日5公演を2年間行う。その頃、大野智と共に細かいイラストを描いて遊んでいた所、2人の絵の才能が高く評価され、2人のイラストが京都駅劇場に展示される。kyotokyoの中では大野と組むTOP-Jや、関ジャニ8がいたヤングチームのセンターを務めていた。
- 1998年11月、事務所を北山純一と共に突如脱退した。脱退の理由は「好きなことをして生きてみたい」とのこと。
- 1999年、インディーズバンド「JAVELIN HEAD」を、元関西ジャニーズJr.の北山純一・野中和久らと結成。ボーカル、ギター、サックスとして活躍。1999年に京都府・文化パルク城陽大ホールにて1300人ソールドアウトを達成するなど、結成からすべてワンマンライブを中心に活動したが、純弥が上京したことにより2002年人気絶頂で突如解散。
- 2002年より拠点を東京に変えインディーズロックバンド「HUMPTY」を北山・野中らと結成。ボーカル・リーダーとして活動する。
- 2006年、ベースの脱退を機にバンド名をあのHUMPTYに改名。
- 2009年、日本青年館1300人ワンマンライブ達成。
- 2010年、メジャーシングル 『飲み過ぎんなよ〜Yaaaahバババイ〜』発売。レコチョクでダウンロード1位となる。YouTubeでは合計300万再生を超えるヒットとなる。
- 2011年、赤坂ブリッツワンマンライブ達成、東日本大震災のチャリティーに力を入れる。
- 2012年、ニコニコ動画で人気のけいたん、暴徒と共にコラボとして「踊ってみた」項目で投稿した曲は50万再生を突破。「歌ってみた」では3日間で10万再生を突破。
- 2012年、ギターが海外に留学したためバンド活動休止。その間、趣味で描いていた立体絵画を初個展とし展示。
- 2013年、アーティスト名「AMO JUNYA」として個展を開催。独学での色使いと繊細な立体技法が注目され、海外からも声がかかりはじめる。
- 2014年、デザインフェスタの出展に加え、渋谷LOFT個展、京都みやこめっせ個展、など年間10回以上の個展を開催する。
- 2014年、AMO JUNYAデザインのキャラクター「キネコ」のLineスタンプが発売される。
- 2015年、アーティスト名を本名の田中純弥に改名。
- 2015年、表参道ヒルズ個展から始まり、LOFTや銀座東急ハンズ個展や、アパレルとのコラボなど活動の幅を広げ、フランス パリ等の展覧会への出展も果たす。

## 人物
- ジャニーズ事務所所属時代に同期だった尾身和樹と共に、港区六本木でカフェバーを経営。店内には田中のアート作品が展示されている。

2019年末より猛威を振るった2019新型コロナウイルスによる感染拡大の状況を受け、一時休業を余儀なくされた。2020年6月、店舗の存続とスタッフの生活維持のためクラウドファンディングを実施、2カ月程で目標額の200%超えを達成した。

## 個展
2013年
- AMOJUNYA（田中純弥）ポップアート個展（12月3日 - 8日、渋谷Gallery LE DECO）

2014年
- AMOJUNYA（田中純弥）ポップアート個展2014（1月4日 - 10日・8月12日 - 17日、みやこめっせ）
- AMOJUNYA 田中純弥作品展（4月23日 - 5月6日・11月21日 - 12月17日、渋谷LOFT）
- アートイベントデザインフェスタ（5月17日・18日、東京ビッグサイト）出展

2015年
- 田中純弥 ポップアート個展2015（1月4日 - 10日、みやこめっせ）
- 田中純弥のキネコ展（2月10日 - 2月15日、表参道ヒルズ）
- 田中純弥個展（3月3日 - 15日、銀座東急ハンズ）
- 田中純弥アート個展2015（5月1日 - 7日・9月21日 - 27日、みやこめっせ）
- 田中純弥アート個展（11月25日 - 12月15日、渋谷LOFT）

2016年
- 田中純弥アート個展（2月24日 - 3月1日、表参道ヒルズ / 3月20日 - 27日・8月9日 - 16日、みやこめっせ / 11月24日 - 12月11日、渋谷LOFT）

2017年
- 田中純弥アート個展（2月28日 - 3月6日、表参道ヒルズ / 3月22日 - 28日・8月10日 - 16日、みやこめっせ / 11月22日 - 12月10日、渋谷LOFT）
- KEN書コラボイベントゲスト（7月29日、渋谷LOFT）
- 田中純弥の“キネコダイヤリー”発売記念サイン会（8月6日、渋谷LOFT）
- FIAT 自動車FIAT500 デザインコラボトートバッグ発売（8月8日）

2018年
- 田中純弥アート個展（2月9日 - 15日、表参道ヒルズ / 4月6日 - 10日・8月10日 - 16日、みやこめっせ / 11月24日 - 12月9日、渋谷LOFT）
- 田中純弥の“キネコダイヤリー”発売記念サイン会（9月16日、銀座LOFT）

2019年
- 田中純弥アート個展（1月12日 - 20日、みやこめっせ / 2月8日 - 17日、表参道ヒルズ / 4月29日 - 5月7日、みやこめっせ / 5月22日 - 26日、大阪ブリーゼブリーゼ / 8月10日 - 18日、みやこめっせ / 11月12日 - 19日、大丸梅田店）
- アモラボアート展（1月31日 - 2月3日、アマンド銀座店）

2020年
- 田中純弥アート個展（2月6日 - 12日、みやこめっせ / 2月18日 - 25日、大丸梅田店 / 4月24日 - 5月6日、渋谷LOFT〈※コロナにて中止〉 / 8月7日 - 16日、みやこめっせ〈※コロナにて中止〉）

2021年
- 田中純弥アート個展（8月11日‐17日、みやこめっせ）〈※コロナにて中止〉

2022年
- 田中純弥アート個展～10周年＆バースデー～（7月22日‐24日、六本木D.D / 8月10日‐15日、みやこめっせ）

2023年
- 田中純弥アート個展（8月10日‐15日、みやこめっせ）

2024年
- D.D大好き展（2月1日‐2月3日、六本木D.D）
- 田中純弥アート個展（3月2日‐3月3日、みやこめっせ）

## ドラマ
- ワタナベ（1993年、関西テレビ） - 時野勤 役

## CM
- 農協オレンジジュース
- 森永乳業ピクニック

## テレビ番組
- キスした?SMAP（1993年4月4日 - 1996年9月24日、ABCテレビ）
- 月刊カミセン(秘)特報（1996年4月 - 9月、朝日放送）[3]
- 堂本剛のDO-YA!（1996年10月1日 - 1997年9月30日、テレビ朝日系列局・朝日放送）
- Kanjani Knight（1997年 - 1998年、関西テレビ）
- なんじゃに!?関ジャニ（1998年4月9日 - 9月24日、関西テレビ）
- 京都ビストロジャーニー（1998年4月25日 - 1999年3月20日、ABCテレビ）
- 愛LOVEジュニア（1996年 - 1998年、テレビ東京）
- めちゃイケSP「岡村オファーがきましたシリーズ」（1997年、フジテレビ）
- SHOW-NEN J（1997年 - 1998年、朝日放送）
- 8時だJ（1998年 - 1999年、テレビ朝日）
- ミュージックステーション（1997年、テレビ朝日）※主にV6など先輩グループのバックダンサーとして出演。
- うたなび！（2010年11月 - 12月、東京MXテレビ）

## 雑誌
- 「MUSiQ? SPECIAL OUT of MUSIQ」（2010年10月 - ）田中純弥のコラム〜光と影〜連載

## 舞台
- Kyo to Kyo（1997年 - 1998年、京都シアター1200）
- ミュージカル SHOW劇MASK 1997-V6(坂本・井ノ原・岡田)編（1997年12月6日 - 27日、松竹座）

## 出版物
- 男のコのための超楽々エレキ塾☆（2010年2月25日）YAMAHA music media corporation
- 男のコのための超楽々アコギ塾☆（2010年2月25日）YAMAHA music media corporation

## ライブ活動

### JAVELIN HEAD
- 1999年 - 2002年、年間約20本のワンマンライブを行っていた。